# Almohadilla térmica

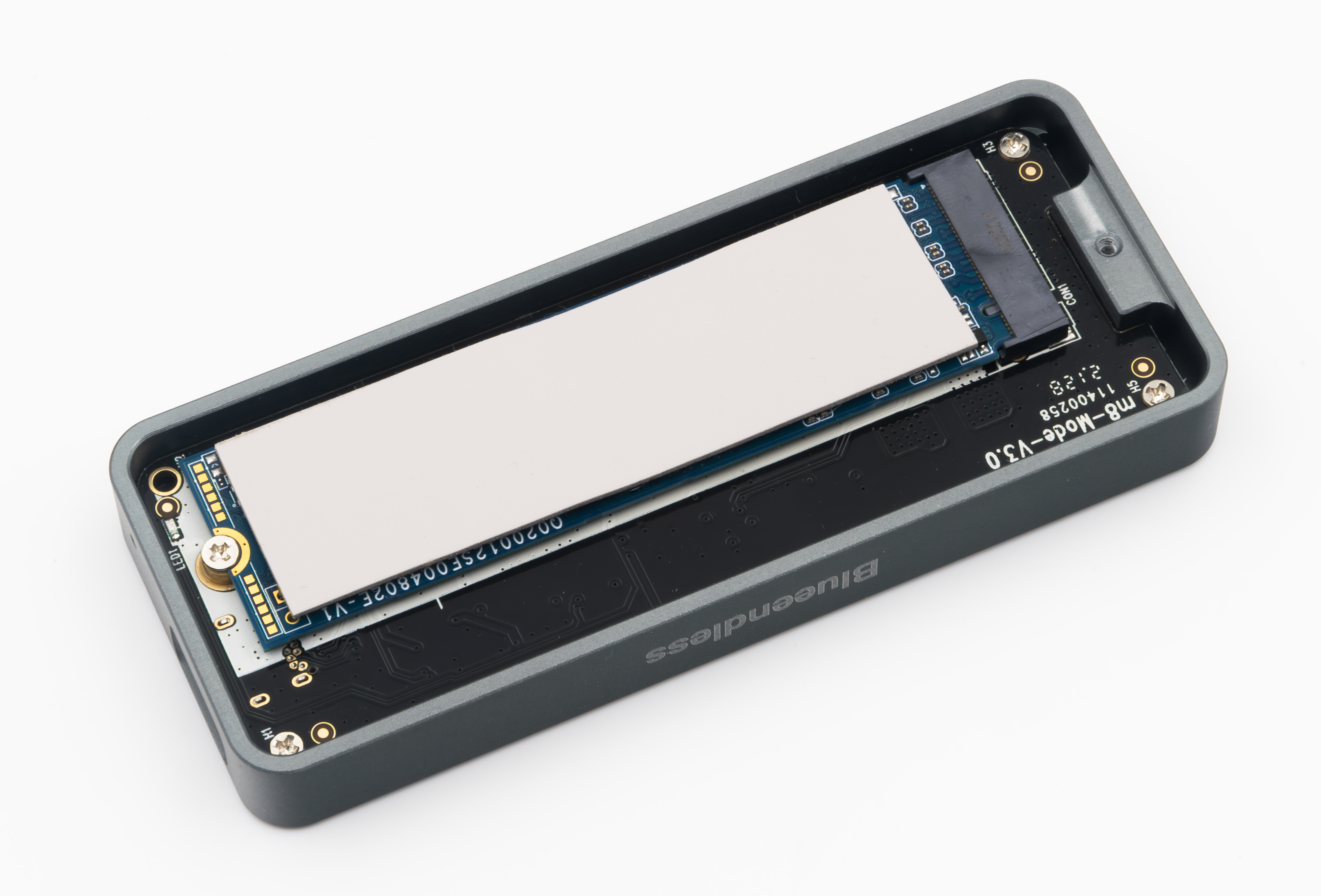

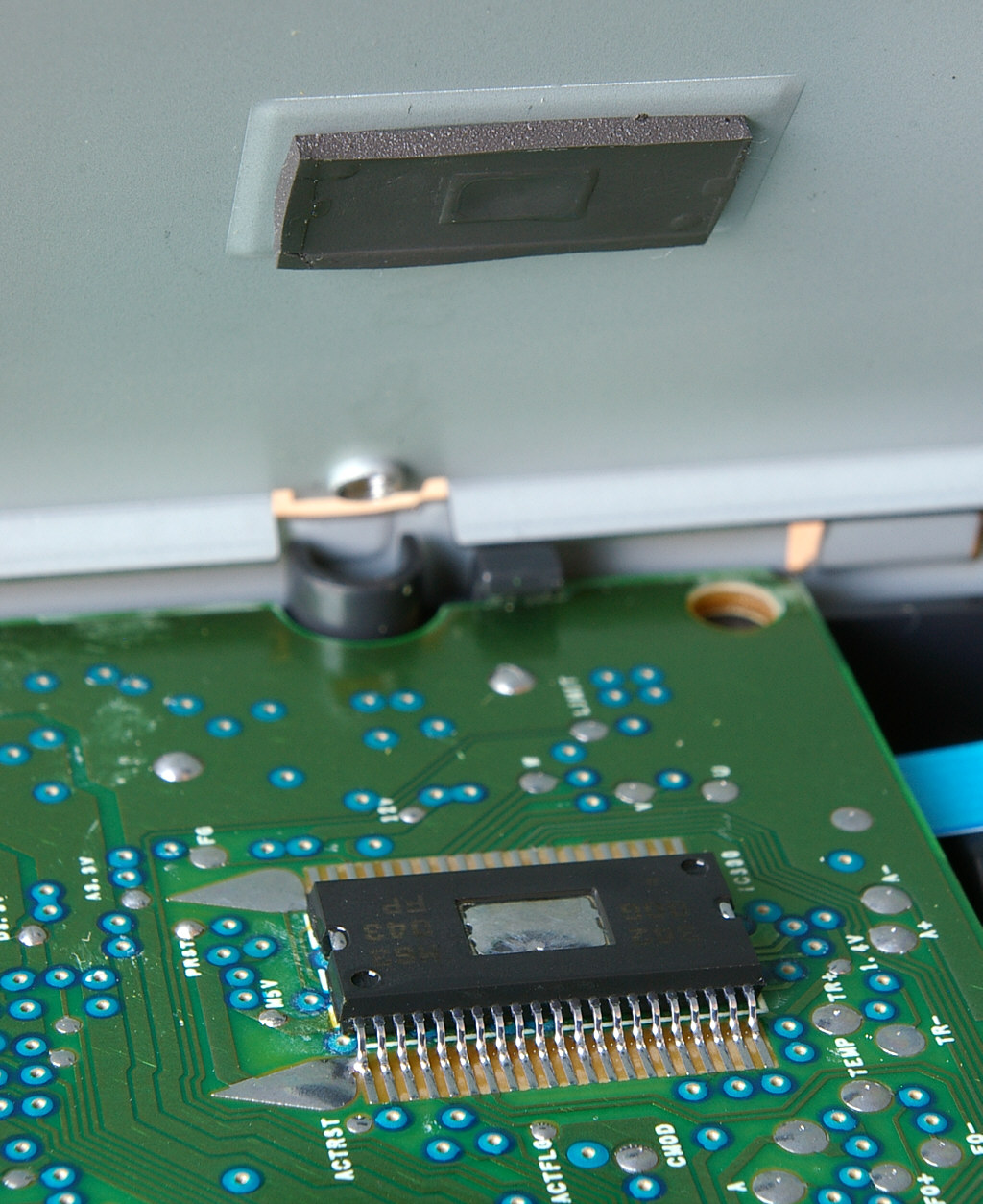
Almohadilla térmica

En informática y electrónica, las almohadillas térmicas  (también denominadas almohadilla termoconductora o almohadilla de interfaz térmica) son un cuadrado o rectángulo preformado de material sólido (a menudo a base de cera de parafina o silicona) que se encuentra comúnmente en la parte inferior de los disipadores térmicos para ayudar a la conducción del calor. Se ponen entre el componente que se está enfriando (como una CPU u otro chip) y el disipador de calor (generalmente hecho de aluminio o cobre). Las almohadillas térmicas y el compuesto térmico se usan para llenar espacios de aire causados por superficies imperfectamente planas o lisas que deberían estar en contacto térmico; no serían necesarias entre superficies perfectamente planas y lisas. Las almohadillas térmicas son relativamente firmes a temperatura ambiente, pero se vuelven suaves y pueden llenar huecos a temperaturas más altas.
Es una alternativa a la pasta térmica para ser utilizada como material de interfaz térmica, AMD e Intel han incluido almohadillas térmicas en la parte inferior de los disipadores térmicos que se envían con algunos de sus procesadores, ya que son más limpios y generalmente más fáciles de instalar. Sin embargo, las almohadillas térmicas conducen el calor con menos eficacia que una cantidad mínima de pasta térmica.